# Brot-Dessous
Brot-Dessous (toponimo francese) è una frazione di 103 abitanti del comune svizzero di Rochefort (Canton Neuchâtel).

## Geografia fisica
Brot-Dessous si trova tra il fiume Areuse e la catena montagnosa di Solmont.

## Storia

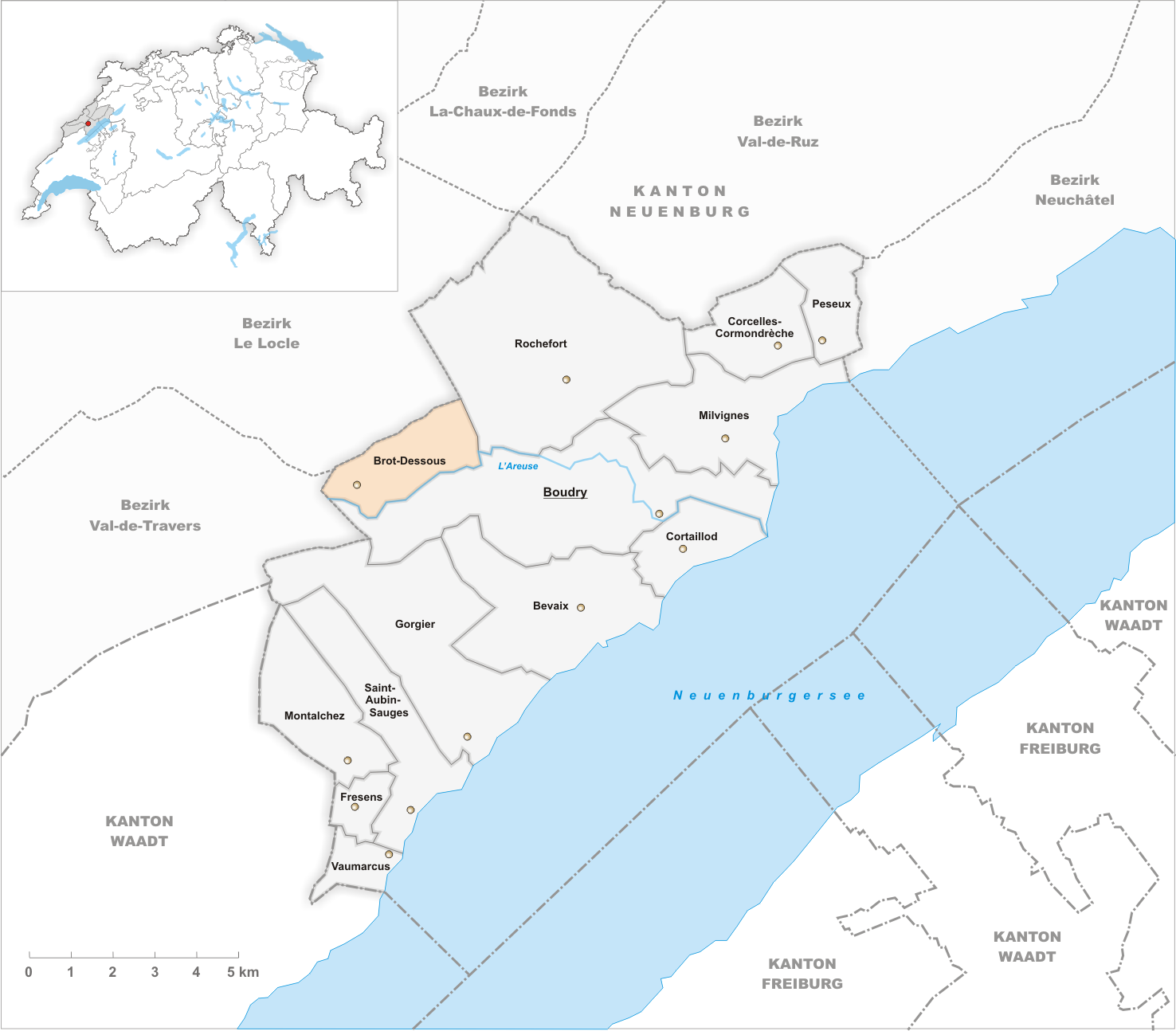
Il territorio del comune di Brot-Dessous prima degli accorpamenti comunali del 2016

Dal 1730 fino al 31 dicembre 2015 è stato un comune autonomo che si estendeva per 4,95 km²; il 1º gennaio 2016 è stato aggregato al comune di Rochefort.

## Monumenti e luoghi d'interesse
- Cappella, eretta nel 1845[1];
- Pont du Saut de Brot

## Società

### Evoluzione demografica
L'evoluzione demografica è riportata nella seguente tabella:
Abitanti censiti

## Infrastrutture e trasporti

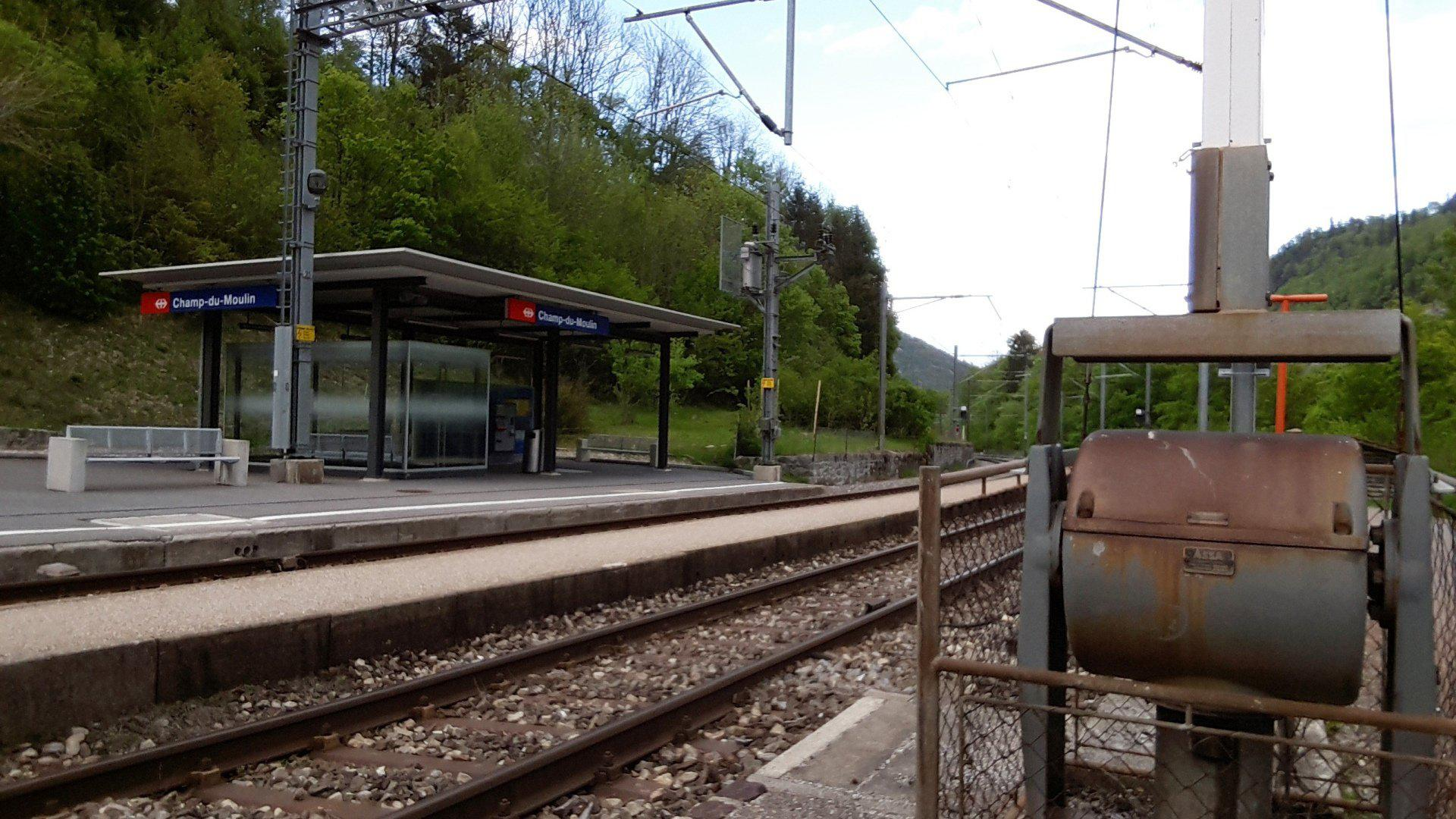
La stazione di Champ-du-Moulin

Brot-Dessous è servito dalla stazione di Champ-du-Moulin sulla ferrovia Neuchâtel-Pontarlier.